# Al-Ahli SC (Khartum)
Der al-Ahli Sports Club ist ein sudanesischer Fußballklub aus der Landeshauptstadt Khartum.

## Geschichte
Der Klub wurde im Jahr 1929 gegründet. Besondere Erfolge konnte der Klub aber nicht vorweisen und so gelang bis heute auch keine einzige Meisterschaft oder ein anderer Titel. Die erste nachweisbare Teilnahme an der Premier League war in der Saison 1992. Weiter spielte man dann mindestens ab der Saison 1998 in der höchsten Spielklasse. Nach einem sehr guten zweiten Platz in der Spielzeit 2002, musste man dann nach der Folgesaison mit 16 Punkten als Tabellenschlusslicht schließlich absteigen. Zur Saison 2010 kehrte man schließlich wieder in die Premier League zurück. Nach der Saison 2018 musste man in die Abstiegs-Playoffs und rettete sich hier auch noch ins finale Entscheidungsspiel. Hier gewann man sein Entscheidungsspiel schlussendlich dank eines besseren Torverhältnisses im Rückspiel. Am Ende durften aber sowieso alle Klubs aus den Entscheidungsspielen in der Liga verbleiben. Ähnliches passierte nochmal nach der Folgesaison, hier gelang es aber früher den Kopf aus der Schlinge zu ziehen. Somit spielt der Klub auch noch bis heute in dieser Liga.